# 下井阪駅
下井阪駅（しもいさかえき）は、和歌山県紀の川市下井阪にある、西日本旅客鉄道（JR西日本）和歌山線の駅。

## 歴史
- 1938年（昭和13年）7月15日：和歌山線の打田駅 - 岩出駅間に新設開業[1][2]。
- 1987年（昭和62年）4月1日：国鉄分割民営化により、西日本旅客鉄道の駅となる[1][2]。
- 2020年（令和2年）3月14日：ICカード「ICOCA」が利用可能となる[3]。

## 駅構造
和歌山方面に向かって右側に単式ホーム1面1線を有する地上駅（停留所）。橋本駅管理の無人駅で駅舎はなく、直接ホームに入る形になっている。また、棒線構造のため、和歌山方面行きと五条方面行きの双方が同一ホームを共用する。

## 利用状況
近年の1日平均乗車人員は以下の通り。
| 年度   | 1日平均 乗車人員 |
| ------ | ---------------- |
| 1998年 | 395              |
| 1999年 | 395              |
| 2000年 | 421              |
| 2001年 | 416              |
| 2002年 | 350              |
| 2003年 | 352              |
| 2004年 | 364              |
| 2005年 | 372              |
| 2006年 | 384              |
| 2007年 | 401              |
| 2008年 | 438              |
| 2009年 | 395              |
| 2010年 | 409              |
| 2011年 | 438              |
| 2012年 | 432              |
| 2013年 | 441              |
| 2014年 | 448              |
| 2015年 | 483              |
| 2016年 | 489              |
| 2017年 | 468              |
| 2018年 | 455              |
| 2019年 | 433              |
| 2020年 | 397              |
| 2021年 | 373              |
| 2022年 | 404              |

紀の川市と岩出市の境界辺りに位置している駅である。旧打田町にある駅だが中心部から離れていることもあり隣接している岩出市の東部の住宅街の利用者がほとんどである。

## 駅周辺
北側は田畑であるが、民家が若干ある。駅から南へ少し離れた所を国道24号（岩出バイパス）が通っており、その国道沿いには商店がある。
- 近畿大学和歌山キャンパス（生物理工学部）
- 紀伊国分寺址
- 浄願寺
- 下井阪簡易郵便局
- ホテルルートイン紀の川
- 国道24号（岩出バイパス）
- 和歌山県道14号和歌山打田線
- 和歌山県道119号中三谷下井阪線
- オークワ オーストリート紀の川井阪店

### バス路線
和歌山県道119号線沿いに「下井阪駅東」バス停があり、下記の路線が経由する。
- 紀の川コミュニティバス
- 紀の川市地域巡回バス 打田貴志川コース

## 隣の駅
西日本旅客鉄道（JR西日本）
 和歌山線
■快速
通過
■普通
打田駅 - 下井阪駅 - 岩出駅